# Maggie O'Farrell
Maggie O'Farrell (Coleraine, 27 de mayo de 1972) es una novelista británica natural de Irlanda del Norte. Su primera novela, After You'd Gone, aclamada internacionalmente, ganó el premio Betty Trask y la segunda, The Hand That First Held Mine, obtuvo el premio Costa Novel en 2010. Desde entonces, ha sido finalista en este mismo galardón con Instrucciones para una ola de calor en 2014 y This Must Be The Place en 2017. Ha aparecido en la publicación de Waterstones 25 Authors for the Future.  Su libro de memorias Sigo aquí (I am, I am, I am: Seventeen Brushes with Death), llegó a lo más alto en la lista de ventas del Sunday Times. En 2020, con la novela Hamnet, ganó el Women's Prize Fiction y el Premio del Círculo Nacional de Críticos de Libros de Estados Unidos.

## Biografía y trayectoria
O'Farrell nació en Coleraine, Irlanda del Norte, y creció en Gales y Escocia. A los ocho años, fue hospitalizada con encefalitis y perdió más de un año de escuela. Estos acontecimientos se recogen en su novela The Distance Between Us y también en sus memorias. Se educó en North Berwick High School y Brynteg Comprehensive School, y luego en New Hall, Cambridge (ahora Murray Edwards College ), donde descubrió la literatura inglesa.
O'Farrell ha declarado que hasta bien entrada la década de los noventa, ser irlandés en Gran Bretaña podía ser complicado: "Solíamos recibir un sinfín de bromas sobre los irlandeses, incluso por parte del profesorado. Si tenía que deletrear mi nombre en la escuela, los maestros podían decir cosas como, 'Oh, ¿tu familia es del IRA?' Esto se lo decían a un niño de doce años delante de toda la clase. Consideraban divertido decirte: 'Ja, ja, tu papá es un terrorista'. No era gracioso... Me gustaría poder decir que esto es menos común hoy en día porque la gente es menos racista, pero creo que solo se trata de que ahora son los nuevos inmigrantes quienes reciben estas bromas". Sin embargo, no fue hasta Instrucciones para una ola de calor, en 2013 cuando los temas irlandeses pasaron a formar parte de su obra.
Después de sus estudios universitarios, trabajó como periodista en Hong Kong y como editora adjunta del suplemento The Independent on Sunday en Londres. Tras su primera novela, abandonó el periodismo para dedicarse plenamente a la literatura. Ha enseñado también escritura creativa en la Universidad de Warwick en Coventry y Goldsmith's College en Londres.

## Obra literaria
Las novelas de O'Farrell, incluida la ganadora del premio Costa La primera mano que sostuvo la mía (The Hand that First Held Mine), han recibido elogios generalizados de la crítica. Su trabajo ha sido traducido a más de 30 idiomas. 
Su libro de memorias de 2017, traducida con el título Sigo aquí (I Am, I Am, I Am: Seventeen Brushes with Death), trata sobre una serie de experiencias cercanas a la muerte que le afectaron a ella y a sus hijos. Tras sus memorias, ha publicado dos novelas históricas, Hamnet (2020), que narra la vida de la familia de Shakespeare y El retrato de casada (2022) sobre Lucrezia, la tercera hija del gran duque Cosimo de’ Medici y la Italia renacentista.
En 2011 contribuyó con el cuento "Cómo cobró vida el roble" en la antología Why the Willow Weeps, cuyos beneficios de la obra  se destinaron a la financiación del trabajo Woodland Trust, y que consistió en  plantar cinco árboles por cada copia vendida.

### Novelas
Es autora de las siguientes novelas: 
- After You’d Gone (2000).
- My Lover’s Lover (2002).
- La distancia que nos separa (The Distance Between Us, 2004). Libros del Asteroide, 2024.
- La extraña desaparición de Esme Lennox (The Vanishing Act of Esme Lennox - 2006). Salamandra, 2009. ISBN: 9788498382204.
- La primera mano que sostuvo la mía (The Hand That First Held Mine - 2010). Libros del Asteroide, 2018.
- Instrucciones para una ola de calor. (Instructions for a Heatwave- 2013). Salamandra (2013). ISBN: 9788498385366.
- Tiene que ser aquí (This Must Be the Place - 2016). Libros del Asteroide, 2017.
- Hamnet (2020). Libros del Asteroide, 2021. ISBN 9780525657606.
- El retrato de casada (The Marriage Portrait - 2022). Libros del Asteroide, 2023. ISBN 9788419089410.

### Autobiografía / Memorias
- Sigo aquí (I Am, I Am, I Am: Seventeen Brushes with Death - 2017). Libros del Asteroide, 2019.

## Vida personal
O'Farrell está casada con su colega novelista William Sutcliffe, a quien conoció cuando eran estudiantes en Cambridge. Viven en Edimburgo con sus tres hijos. Ella ha dicho de Sutcliffe: "Will siempre ha sido mi primer lector, incluso antes de que fuéramos pareja, así que es una gran influencia".

## Medios de comunicación
O'Farrell fue invitada a participar en el programa de la BBC Radio 4 Desert Island Discs el domingo 21 de marzo de 2021.

## Premios y reconocimientos
- Premio Betty Trask 2000, por After You'd Gone. [1]
- Premio Somerset Maugham 2005, por The Distance Between Us.
- Ganadora del premio Costa Book 2010 (novela) por The Hand That First Held Mine.[12]
- Premios Costa Book 2013 (novela), finalista con Instrucciones para una ola de calor.[13]
- Premio Costa Book 2016, finalista con Este debe ser el lugar.
- Premio San Clemente Rosalía-Abanca de novela extranjera en 2024, por Retrato de casada[14].
- Hamnet
  - Ganadora del Premio de Ficción Femenina 2020.[15]
  - Ganadora del Premio del Círculo de Críticos Nacional del Libro de Estados Unidos 2020.[4]
  - Finalista del Premio Walter Scott 2021.[16]